# Hustle – Unehrlich währt am längsten/Episodenliste

Huste Title Card

Diese Episodenliste enthält alle Episoden der britischen Dramaserie Hustle – Unehrlich währt am längsten, sortiert nach der britischen Erstausstrahlung. Die Fernsehserie umfasst acht Staffeln mit insgesamt 48 Episoden.

## Übersicht
| Staffel | Episodenanzahl | Erstausstrahlung UK | Erstausstrahlung UK | Deutschsprachige Erstausstrahlung | Deutschsprachige Erstausstrahlung |
| Staffel | Episodenanzahl | Staffelpremiere     | Staffelfinale       | Staffelpremiere                   | Staffelfinale                     |
| ------- | -------------- | ------------------- | ------------------- | --------------------------------- | --------------------------------- |
| 1       | 6              | 24. Februar 2004    | 30. März 2004       | 3. Oktober 2007                   | 7. November 2007                  |
| 2       | 6              | 29. März 2005       | 3. Mai 2005         | 14. November 2007                 | 19. Dezember 2007                 |
| 3       | 6              | 10. März 2006       | 14. April 2006      | 19. März 2008                     | 23. April 2008                    |
| 4       | 6              | 3. Mai 2007         | 7. Juni 2007        | 30. April 2008                    | 4. Juni 2008                      |
| 5       | 6              | 8. Januar 2009      | 12. Februar 2009    | 2. Dezember 2009                  | 6. Januar 2010                    |
| 6       | 6              | 4. Januar 2010      | 8. Februar 2010     | 16. März 2011                     | 20. April 2011                    |
| 7       | 6              | 7. Januar 2011      | 18. Februar 2011    | 6. Juli 2011                      | 10. August 2011                   |
| 8       | 6              | 13. Januar 2012     | 17. Februar 2012    | 20. Juni 2012                     | 25. Juli 2012                     |

## Staffel 1
Die erste Staffel der Serie wurde vom 24. Februar bis zum 30. März 2004 auf dem britischen Free-TV-Sender BBC One ausgestrahlt. Die deutschsprachige Erstausstrahlung sendete der Pay-TV-Sender RTL Crime vom 3. Oktober bis zum 7. November 2007.
| Nr. (ges.) | Nr. (St.) | Deutscher Titel          | Originaltitel    | Erstausstrahlung UK | Deutschsprachige Erstausstrahlung (D) | Regie          | Drehbuch                                    |
| ---------- | --------- | ------------------------ | ---------------- | ------------------- | ------------------------------------- | -------------- | ------------------------------------------- |
| 1          | 1         | Meisterdiebe             | The Con is On    | 24. Feb. 2004       | 3. Okt. 2007                          | Bharat Nalluri | Tony Jordan                                 |
| 2          | 2         | Der Hollywood-Schwindler | Faking It        | 2. März 2004        | 10. Okt. 2007                         | Bharat Nalluri | Tony Jordan                                 |
| 3          | 3         | Fälscher                 | Picture Perfect  | 9. März 2004        | 17. Okt. 2007                         | Bharat Nalluri | Matthew Graham, Tony Jordan                 |
| 4          | 4         | Räuber und Gendarm       | Cops and Robbers | 16. März 2004       | 24. Okt. 2007                         | Minkie Spiro   | Tony Jordan, Bharat Nalluri                 |
| 5          | 5         | Klassefrau               | A Touch of Class | 23. März 2004       | 31. Okt. 2007                         | Minkie Spiro   | Ashley Pharoah, Tony Jordan, Bharat Nalluri |
| 6          | 6         | Die letzte Wette         | The Last Gamble  | 30. März 2004       | 7. Nov. 2007                          | Rob Bailey     | Tony Jordan, Bharat Nalluri                 |

## Staffel 2
Die zweite Staffel der Serie wurde vom 29. März bis zum 3. Mai 2005 auf dem britischen Free-TV-Sender BBC One ausgestrahlt. Die deutschsprachige Erstausstrahlung sendete der Pay-TV-Sender RTL Crime vom 14. November bis zum 19. Dezember 2007.
| Nr. (ges.) | Nr. (St.) | Deutscher Titel | Originaltitel       | Erstausstrahlung UK | Deutschsprachige Erstausstrahlung (D) | Regie           | Drehbuch                                      |
| ---------- | --------- | --------------- | ------------------- | ------------------- | ------------------------------------- | --------------- | --------------------------------------------- |
| 7          | 1         | Goldmine        | Gold Mine           | 29. März 2005       | 14. Nov. 2007                         | Otto Bathurst   | Tony Jordan, Bharat Nalluri                   |
| 8          | 2         | Geständnisse    | Confessions         | 5. Apr. 2005        | 21. Nov. 2007                         | Otto Bathurst   | Matthew Graham, Tony Jordan, Bharat Nalluri   |
| 9          | 3         | Die Lehrstunde  | The Lesson          | 12. Apr. 2005       | 28. Nov. 2007                         | Alrick Riley    | Tony Jordan, Bharat Nalluri                   |
| 10         | 4         | Black Storm     | Missions            | 19. Apr. 2005       | 5. Dez. 2007                          | Alrick Riley    | Howard Overman, Tony Jordan, Bharat Nalluri   |
| 11         | 5         | Der Zocker      | Old Acquaintance    | 26. Apr. 2005       | 12. Dez. 2007                         | John Strickland | Julie Rutterford, Tony Jordan, Bharat Nalluri |
| 12         | 6         | Kronjuwelen     | Eye of the Beholder | 3. Mai 2005         | 19. Dez. 2007                         | John Strickland | Tony Jordan, Bharat Nalluri                   |

## Staffel 3
Die dritte Staffel der Serie wurde vom 10. März bis zum 14. April 2006 auf dem britischen Free-TV-Sender BBC One ausgestrahlt. Die deutschsprachige Erstausstrahlung sendete der Pay-TV-Sender RTL Crime vom 19. März bis zum 23. April 2008.
| Nr. (ges.) | Nr. (St.) | Deutscher Titel                 | Originaltitel               | Erstausstrahlung UK | Deutschsprachige Erstausstrahlung (D) | Regie         | Drehbuch                                   |
| ---------- | --------- | ------------------------------- | --------------------------- | ------------------- | ------------------------------------- | ------------- | ------------------------------------------ |
| 13         | 1         | Rapper, Schlepper, Bauernfänger | Price for Fame              | 10. März 2006       | 19. März 2008                         | Otto Bathurst | Tony Jordan, Bharat Nalluri                |
| 14         | 2         | Eskalation                      | The Henderson Challenge     | 17. März 2006       | 26. März 2008                         | Otto Bathurst | Tony Jordan, Bharat Nalluri                |
| 15         | 3         | Der große Whittaker             | Ties That Bind Us           | 24. März 2006       | 2. Apr. 2008                          | Colm McCarthy | Steve Coombes, Tony Jordan, Bharat Nalluri |
| 16         | 4         | Der Bollywood-Schwindel         | A Bollywood Dream           | 31. März 2006       | 9. Apr. 2008                          | Colm McCarthy | Danny Brown, Tony Jordan, Bharat Nalluri   |
| 17         | 5         | Die königliche Fälschung        | The Hustler’s News of Today | 7. Apr. 2006        | 16. Apr. 2008                         | S.J. Clarkson | Dave Cummings, Tony Jordan, Bharat Nalluri |
| 18         | 6         | Der Geist                       | Law and Corruption          | 14. Apr. 2006       | 23. Apr. 2008                         | S.J. Clarkson | Tony Jordan, Bharat Nalluri                |

## Staffel 4
Die vierte Staffel der Serie wurde vom 3. Mai bis zum 7. Juni 2007 auf dem britischen Free-TV-Sender BBC One ausgestrahlt. Die deutschsprachige Erstausstrahlung sendete der Pay-TV-Sender RTL Crime vom 30. April bis zum 4. Juni 2008.
| Nr. (ges.) | Nr. (St.) | Deutscher Titel             | Originaltitel                                     | Erstausstrahlung UK | Deutschsprachige Erstausstrahlung (D) | Regie           | Drehbuch                                    |
| ---------- | --------- | --------------------------- | ------------------------------------------------- | ------------------- | ------------------------------------- | --------------- | ------------------------------------------- |
| 19         | 1         | Hollywood-Sign zu verkaufen | As One Flew Out of the Cuckoo’s Nest, One Flew In | 3. Mai 2007         | 30. Apr. 2008                         | Alrick Riley    | Tony Jordan                                 |
| 20         | 2         | Pferde & Talente            | Signing Up to Wealth                              | 10. Mai 2007        | 7. Mai 2008                           | Lee MacIntosh   | Tony Jordan, Bharat Nalluri                 |
| 21         | 3         | Rache                       | Getting Even                                      | 17. Mai 2007        | 14. Mai 2008                          | Lee MacIntosh   | Tony Jordan, Bharat Nalluri                 |
| 22         | 4         | Des Kaisers neue Kleider    | A Designer’s Paradise                             | 24. Mai 2007        | 21. Mai 2008                          | Stefan Schwartz | Colin Bytheway, Tony Jordan, Bharat Nalluri |
| 23         | 5         | Familienehre                | Conning the Artists                               | 31. Mai 2007        | 28. Mai 2008                          | Stefan Schwartz | Nick Fisher                                 |
| 24         | 6         | Casino                      | Big Daddy Calling                                 | 7. Juni 2007        | 4. Juni 2008                          | Alrick Riley    | Tony Jordan, Bharat Nalluri                 |

## Staffel 5
Die fünfte Staffel der Serie wurde vom 8. Januar bis zum 12. Februar 2009 auf dem britischen Free-TV-Sender BBC One ausgestrahlt. Die deutschsprachige Erstausstrahlung sendete der Pay-TV-Sender RTL Crime vom 2. Dezember 2009 bis zum 6. Januar 2010.
| Nr. (ges.) | Nr. (St.) | Deutscher Titel            | Originaltitel           | Erstausstrahlung UK | Deutschsprachige Erstausstrahlung (D) | Regie            | Drehbuch                       |
| ---------- | --------- | -------------------------- | ----------------------- | ------------------- | ------------------------------------- | ---------------- | ------------------------------ |
| 25         | 1         | Albert kann’s nicht lassen | Return of the Prodigal  | 8. Jan. 2009        | 2. Dez. 2009                          | James Strong     | Tony Jordan                    |
| 26         | 2         | Gute Gauner, böse Gauner   | New Recruits            | 15. Jan. 2009       | 9. Dez. 2009                          | James Strong     | Tony Jordan                    |
| 27         | 3         | Der Ausbrecher             | Lest Ye Be Judged       | 22. Jan. 2009       | 16. Dez. 2009                         | Julian Simpson   | Fintan Ryan                    |
| 28         | 4         | Hiebe und Diamanten        | Diamond Seeker          | 29. Jan. 2009       | 23. Dez. 2009                         | Julian Simpson   | Chris Hurford, Tom Butterworth |
| 29         | 5         | Her mit den Kröten!        | Politics                | 5. Feb. 2009        | 30. Dez. 2009                         | Martin Hutchings | Marston Bloom, Fintan Ryan     |
| 30         | 6         | Rache ist süß...           | The Road Less Travelled | 12. Feb. 2009       | 6. Jan. 2010                          | Martin Hutchings | Tony Jordan                    |

## Staffel 6
Die sechste Staffel der Serie wurde vom 4. Januar bis zum 8. Februar 2010 auf dem britischen Free-TV-Sender BBC One ausgestrahlt. Die deutschsprachige Erstausstrahlung sendete der Pay-TV-Sender RTL Crime vom 16. März bis zum 20. April 2011.
| Nr. (ges.) | Nr. (St.) | Deutscher Titel                    | Originaltitel                   | Erstausstrahlung UK | Deutschsprachige Erstausstrahlung (D) | Regie             | Drehbuch                   |
| ---------- | --------- | ---------------------------------- | ------------------------------- | ------------------- | ------------------------------------- | ----------------- | -------------------------- |
| 31         | 1         | Und ewig lockt die Chefinspektorin | And This Little Piggy Had Money | 4. Jan. 2010        | 16. März 2011                         | Iain B. MacDonald | Tony Jordan                |
| 32         | 2         | Ein Schließfach voll Van Gogh      | The Thieving Mistake            | 11. Jan. 2010       | 23. März 2011                         | Iain B. MacDonald | Fintan Ryan                |
| 33         | 3         | Immer Ärger mit dem Tiger          | Tiger Troubles                  | 18. Jan. 2010       | 30. März 2011                         | Sarah O’Gorman    | Chris Bucknall             |
| 34         | 4         | Papa soll zahlen                   | The Father of Jewels            | 25. Jan. 2010       | 6. Apr. 2011                          | Sarah O’Gorman    | Mark Chappell, Fintan Ryan |
| 35         | 5         | Betrogene Betrüger                 | Conned Out Of Luck              | 1. Feb. 2010        | 13. Apr. 2011                         | Luke Watson       | Tony Jordan                |
| 36         | 6         | Bankraub                           | The Hush Heist                  | 8. Feb. 2010        | 20. Apr. 2011                         | Luke Watson       | Tony Jordan                |

## Staffel 7
Die siebte Staffel der Serie wurde vom 7. Januar bis zum 18. Februar 2011 auf dem britischen Free-TV-Sender BBC One ausgestrahlt. Die deutschsprachige Erstausstrahlung sendete der Pay-TV-Sender RTL Crime vom 6. Juli bis zum 10. August 2011.
| Nr. (ges.) | Nr. (St.) | Deutscher Titel                 | Originaltitel          | Erstausstrahlung UK | Deutschsprachige Erstausstrahlung (D) | Regie        | Drehbuch       |
| ---------- | --------- | ------------------------------- | ---------------------- | ------------------- | ------------------------------------- | ------------ | -------------- |
| 37         | 1         | Nichte in Nöten                 | As Good As It Gets     | 7. Jan. 2011        | 6. Juli 2011                          | John McKay   | Tony Jordan    |
| 38         | 2         | Alte Liebe, neue Flamme         | Old Sparks Come New    | 14. Jan. 2011       | 13. Juli 2011                         | John McKay   | Chris Lang     |
| 39         | 3         | Casino                          | Clearance From A Deal  | 21. Jan. 2011       | 20. Juli 2011                         | Roger Goldby | James Payne    |
| 40         | 4         | Bennys Beerdigung               | Benny’s Funeral        | 28. Jan. 2011       | 27. Juli 2011                         | Roger Goldby | Chris Bucknall |
| 41         | 5         | Fußballsport, das Geld ist fort | The Fall of Railton FC | 11. Feb. 2011       | 3. Aug. 2011                          | Colin Teague | Chris Lang     |
| 42         | 6         | Geliefert                       | The Delivery           | 18. Feb. 2011       | 10. Aug. 2011                         | Colin Teague | Tony Jordan    |

## Staffel 8
Die achte Staffel der Serie wurde vom 13. Januar bis zum 17. Februar 2012 auf dem britischen Free-TV-Sender BBC One ausgestrahlt. Die deutschsprachige Erstausstrahlung sendete der Pay-TV-Sender RTL Crime vom 20. Juni bis zum 25. Juli 2012.
| Nr. (ges.) | Nr. (St.) | Deutscher Titel       | Originaltitel            | Erstausstrahlung UK | Deutschsprachige Erstausstrahlung (D) | Regie         | Drehbuch       |
| ---------- | --------- | --------------------- | ------------------------ | ------------------- | ------------------------------------- | ------------- | -------------- |
| 43         | 1         | Goldfinger            | Gold Finger              | 13. Jan. 2012       | 20. Juni 2012                         | Alrick Riley  | Tony Jordan    |
| 44         | 2         | Fingerfarben-Picasso  | Picasso Finger Painting  | 20. Jan. 2012       | 27. Juni 2012                         | Adrian Lester | Tony Jordan    |
| 45         | 3         | Korruption & Kokain   | Curiosity Caught the Kat | 27. Jan. 2012       | 4. Juli 2012                          | Roger Goldby  | Ryan Craig     |
| 46         | 4         | Iss dich dünn         | Eat Yourself Slender     | 3. Feb. 2012        | 11. Juli 2012                         | Roger Goldby  | Chris Lang     |
| 47         | 5         | Der Fernsehstar       | Ding Dong Thats my Song  | 10. Feb. 2012       | 18. Juli 2012                         | Alrick Riley  | Chris Bucknall |
| 48         | 6         | Das Beste zum Schluss | The Con is Off           | 17. Feb. 2012       | 25. Juli 2012                         | Alrick Riley  | Tony Jordan    |